# Feketedő nedűgomba
A feketedő nedűgomba vagy kúpos nedűgomba (Hygrocybe conica) a csigagombafélék családjába tartozó, Eurázsiában, Észak- és Dél-Amerikában honos, réteken, legelőkön élő, nem ehető gombafaj.

## Megjelenése
A feketedő nedűgomba kalapja 2-4 cm széles, alakja kezdetben hegyesen kúpos, később kúposan kiterülő. Színe sárga, narancs vagy narancsvörös, öregen feketedő. Felülete nedvesen nyálkás, sugarasan benőtten szálas. Széle behasadozó.
Húsa vékony, törékeny, vizenyős. Színe sárgás, idősen megfeketedik. Szaga és íze nem jellegzetes.
Közepesen sűrűn álló lemezei csak kissé tönkhöz nőttek, majdnem szabadon állók. Színük sárgás, szürkés árnyalatú, idővel feketedők.
Tönkje 4-7 cm magas és max. 0,5 cm vastag. Alakja karcsú, hengeres. Színe narancssárga, csúcsán áttetsző, idővel feketedő. Felülete hosszan szálas, száraz.
Spórapora fehér. Spórája közel gömb alakú vagy széles ellipszoid, sima, mérete 8-10 x 5-7,5 µm.

### Hasonló fajok
Nagyon hasonlít hozzá a színváltó nedűgomba, sokan egy fajnak tartják őket. A pusztai nedűgombával is összetéveszthető.

## Elterjedése és termőhelye
Eurázsiában, Észak- és Dél-Amerikában honos. Magyarországon a leggyakoribb nedűgomba-faj.   
Füves helyeken, réteken, legelőkön él. Korábban azt feltételezték, hogy kizárólag a füvek korhadó maradványaiból szerzi táplálékát, újabban úgy vélik, hogy valamilyen fokú szimbionta kapcsolatot tartanak fenn a mohákkal. Áprilistól októberig terem. 
Egyes források szerint mérgező, fogyasztásra semmiképpen nem ajánlott.   

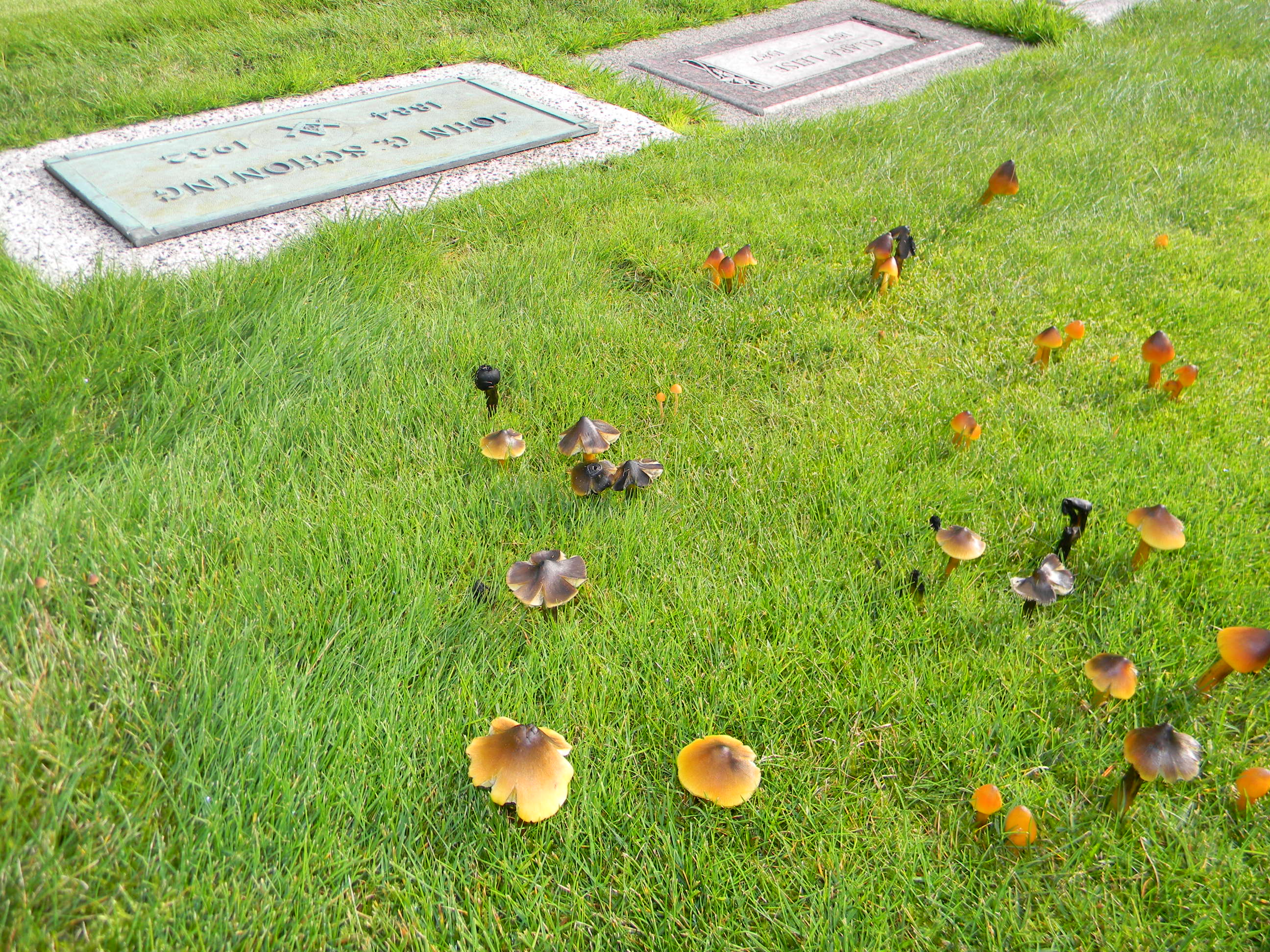
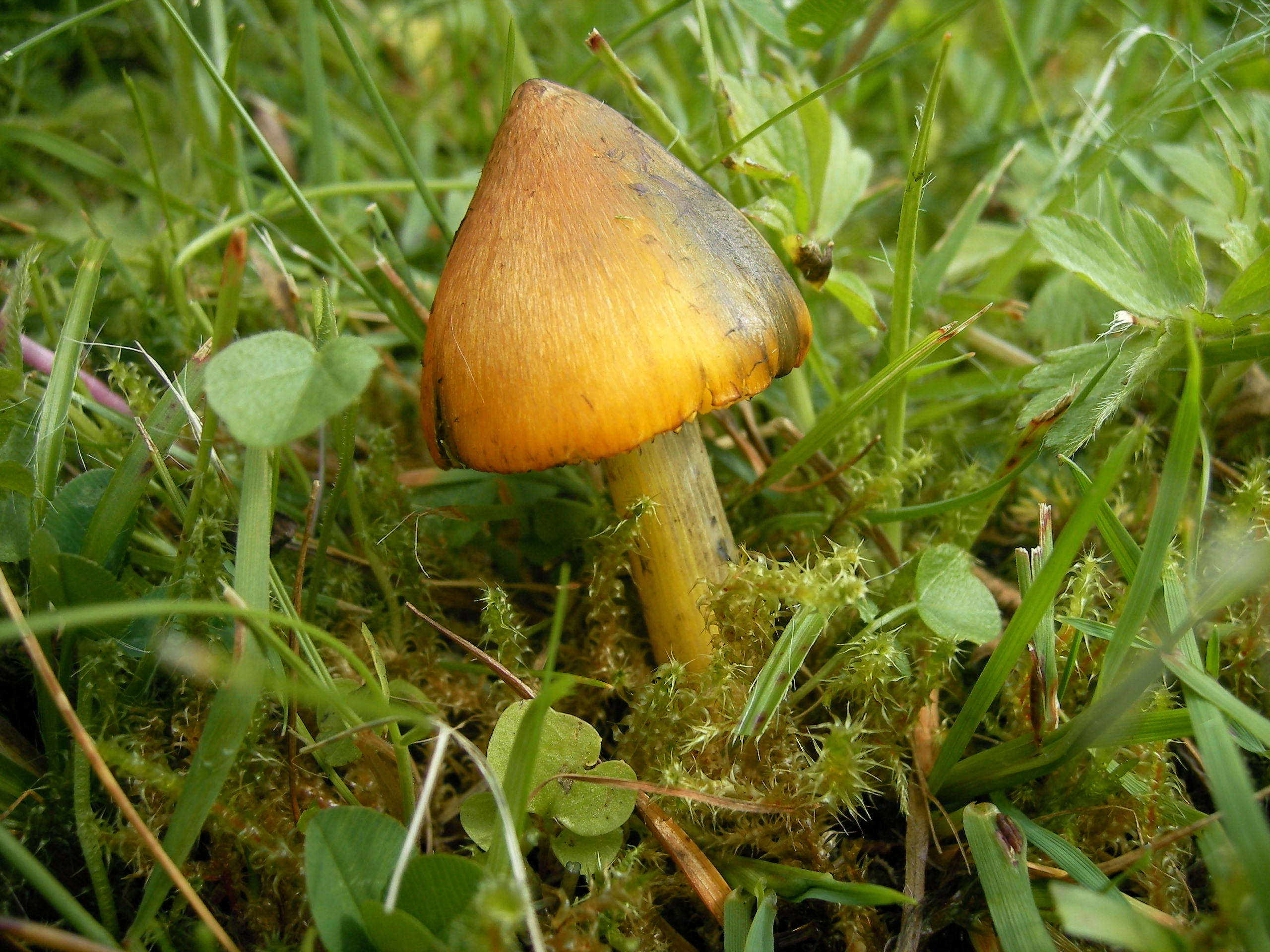
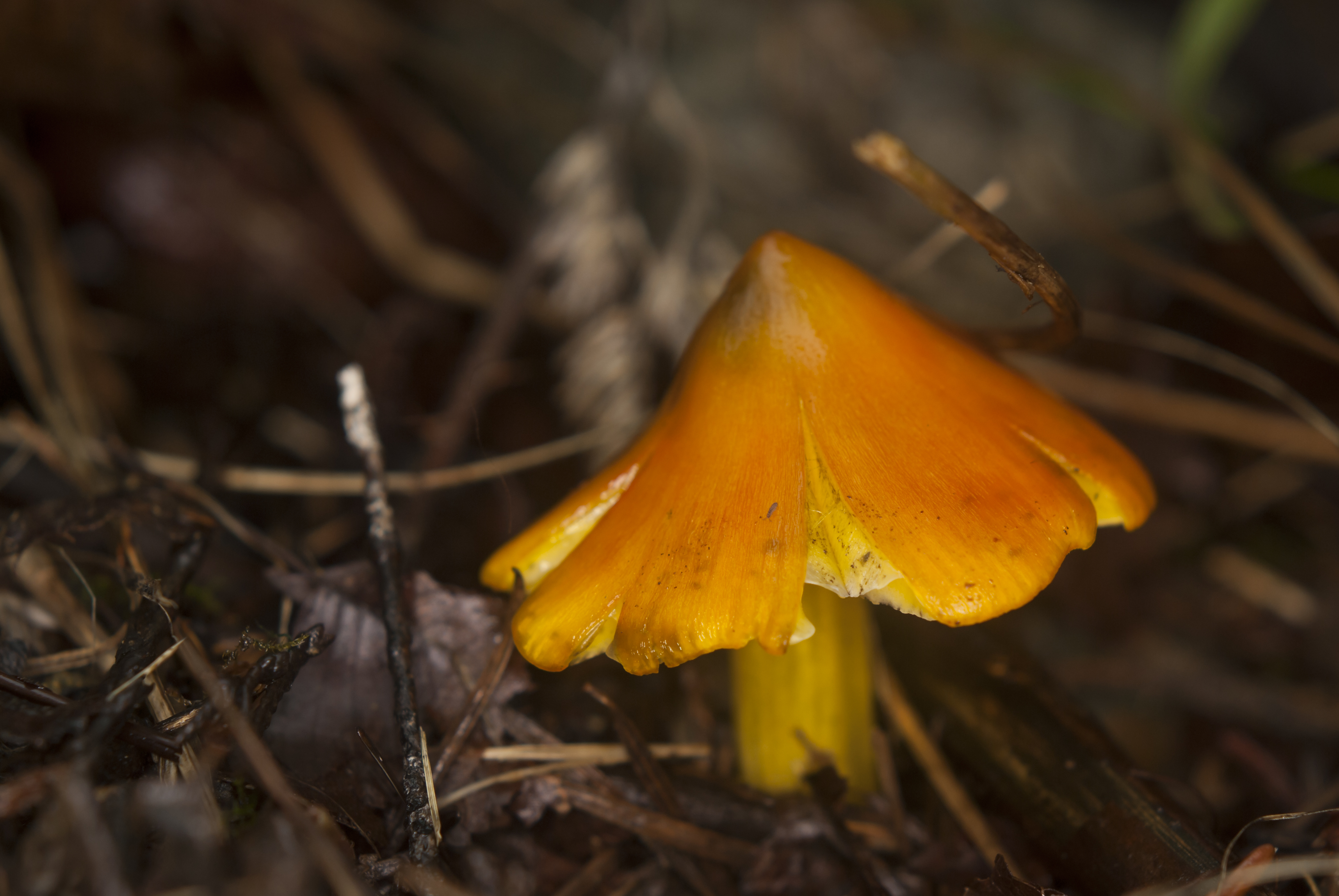
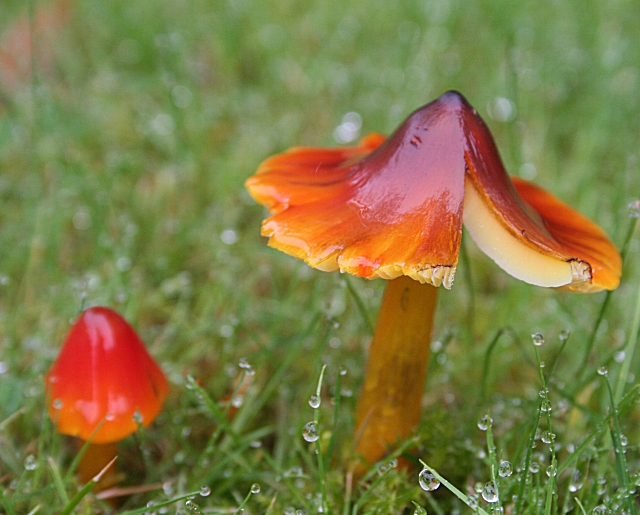
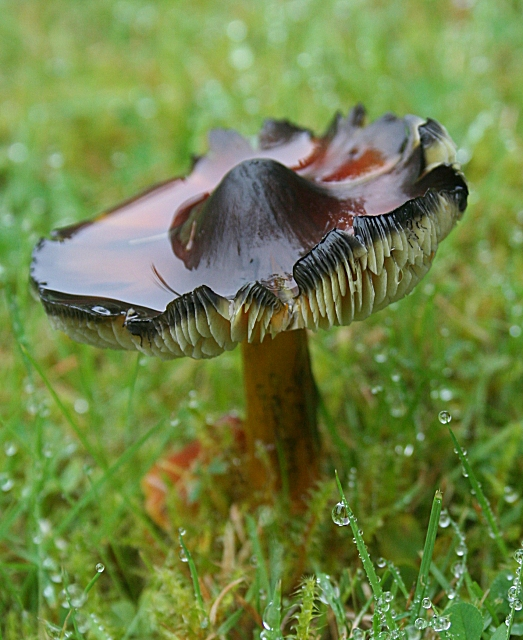